# Каролін Ламарш
Каролін Ламарш (фр. Caroline Lamarche, 1955, Льєж, Бельгія) — бельгійська франкомовна письменниця, авторка романів, оповідань, дитячої літератури, віршів, радіоп'єс, текстів для сцени та про сучасних митців, а також колонок у пресі. Лауреатка багатьох премій.

## Біографія
Каролін Ламарш народилась у бельгійському місті Льєж. Дитинство провела на півночі Іспанії, юність — у Парижі. Закінчивши факультет Романської філології, помандрувала до Африки. Викладала французьку й англійську мови у школах Нігерії. Наприкінці 1970-х повернулася до Бельгії, де переймалася двома справами — родиною і літературою. За її словами, тільки коли почала писати, позбулася безсоння. Сни лягли на папір. Авторка численних романів, збірок новел і поезій, радіоп'єс.